# Куянтаєво
Куянта́єво (рос. Куянтаево, башк. Ҡуянтау) — село (колишнє селище) у складі Баймацького району Башкортостану, Росія. Входить до складу Бекешевської сільської ради.
Населення — 933 особи (2010; 994 в 2002).
Національний склад:
- башкири — 60%
- росіяни — 29%